# Hühnermoor (Kreis Gütersloh)

Lage des Hühnermoors

Das Naturschutzgebiet Hühnermoor liegt östlich von Marienfeld an der Lutter im Kreis Gütersloh. Es umfasst eine Fläche von 8,5 Hektar und wurde 1938 erstmals unter Naturschutz gestellt. Eine neue Verordnung wurde am 2. Juni 1965 vom Regierungspräsidenten Detmold erlassen. 1986 wurden die Flächen zum Schutze des Lebensraumes Moor vom Kreis Gütersloh aufgekauft.

## Entstehung
Das Hühnermoor ist im Laufe von etwa 4.000 Jahren in einer abflusslosen Senke zwischen zwei Sanddünen entstanden. Moore sind nasse, sehr nährstoffarme, extrem saure Standorte und heute sehr selten. Hier leben die Spezialisten unter den Pflanzen und Tieren, die mit den Extrembedingungen des Moores zurechtkommen. Ihre Existenz ist infolge der allgemeinen Luftverschmutzung allein schon durch die Nährstoffeinträge aus Wind und Niederschlag bedroht.
Das Hühnermoor befindet sich durch Torfstich und Entwässerung heute in einem Übergangsstadium vom Hochmoor zum Flachmoor, also einer früheren Entwicklungsstufe. Den dennoch hohen Wert des Hühnermoores belegt die Tatsache, dass auf relativ kleinem Raum noch typische Pflanzengemeinschaften der Hochmoore erhalten sind. Das Hühnermoor ist ein „Geschichtsbuch der Natur“. In den Torfschichten sind die Pollen aus vergangenen Zeiten abgelagert. Sie können uns heute Aufschluss darüber geben, welche Pflanzen hier vor Jahrtausenden wuchsen.

## Flora
Im Hühnermoor finden sich noch große Vorkommen zahlreicher typischer Hochmoorpflanzen, wie zum Beispiel das Scheiden-Wollgras (Eriophorum vaginatum), der Rundblättrige Sonnentau (Drosera rotundifolia) sowie Moosbeere und Rauschbeere (Vaccinium oxycoccus und uliginosum). Alle diese Pflanzen gehören zu den heute sehr seltenen Arten und sind als gefährdet beziehungsweise stark gefährdet einzustufen. Die früher im Gebiet nachgewiesene Rosmarinheide (Andromeda polifolia) gilt mittlerweile als verschollen. 1975 hat sich die Sumpfkalla (Calla palustris) neu angesiedelt, die eher für Zwischenmoore typisch ist. Vielleicht wurde sie von Menschenhand eingebracht, da sie im weiteren Umkreis fehlt. Da das Moor allseits von landwirtschaftlichen Nutzflächen umgeben ist, haben sich etliche Eutrophierungsanzeiger ansiedeln können, darunter die Flatterbinse (Juncus effusus). Diese Arten haben an vielen Stellen mittlerweile die typische Moorvegetation verdrängt.

## Fauna
Hervorzuheben ist der Libellenreichtum im Hühnermoor. Die Kleine Moosjungfer ist eine typische Art der Hochmoorgewässer und gehört zu den in Nordrhein-Westfalen gefährdeten Arten. Im Gebiet lebt die Blindschleiche. Vom Wege aus kann man mit dem Fernglas Revierflüge, Paarungsflüge und Eiablage der Libellen beobachten. Für den Besucher des Hühnermoores gilt – den Schutzzielen entsprechend – ein ganzjähriges Betretungsverbot der Flächen. Ausgenommen sind die Wanderwege, die so verlaufen, dass man Einblick in das Naturschutzgebiet bekommt, ohne dabei Trittschäden anzurichten.